# NGC 4052
NGC 4052 је расејано звездано јато у сазвежђу Крст које се налази на NGC листи објеката дубоког неба.
Деклинација објекта је - 63° 13' 18" а ректасцензија 12h 2m 0,0s. Привидна величина (магнитуда) објекта NGC 4052 износи 8,8. NGC 4052 је још познат и под ознакама OCL 870, ESO 94-SC10.